# Вадул-Рашков
Вадул-Рашков (рум. Vadul-Rașcov) — село в Шолданештском районе Молдавии. Является административным центром коммуны Вадул-Рашков, включающей также село Сокола.

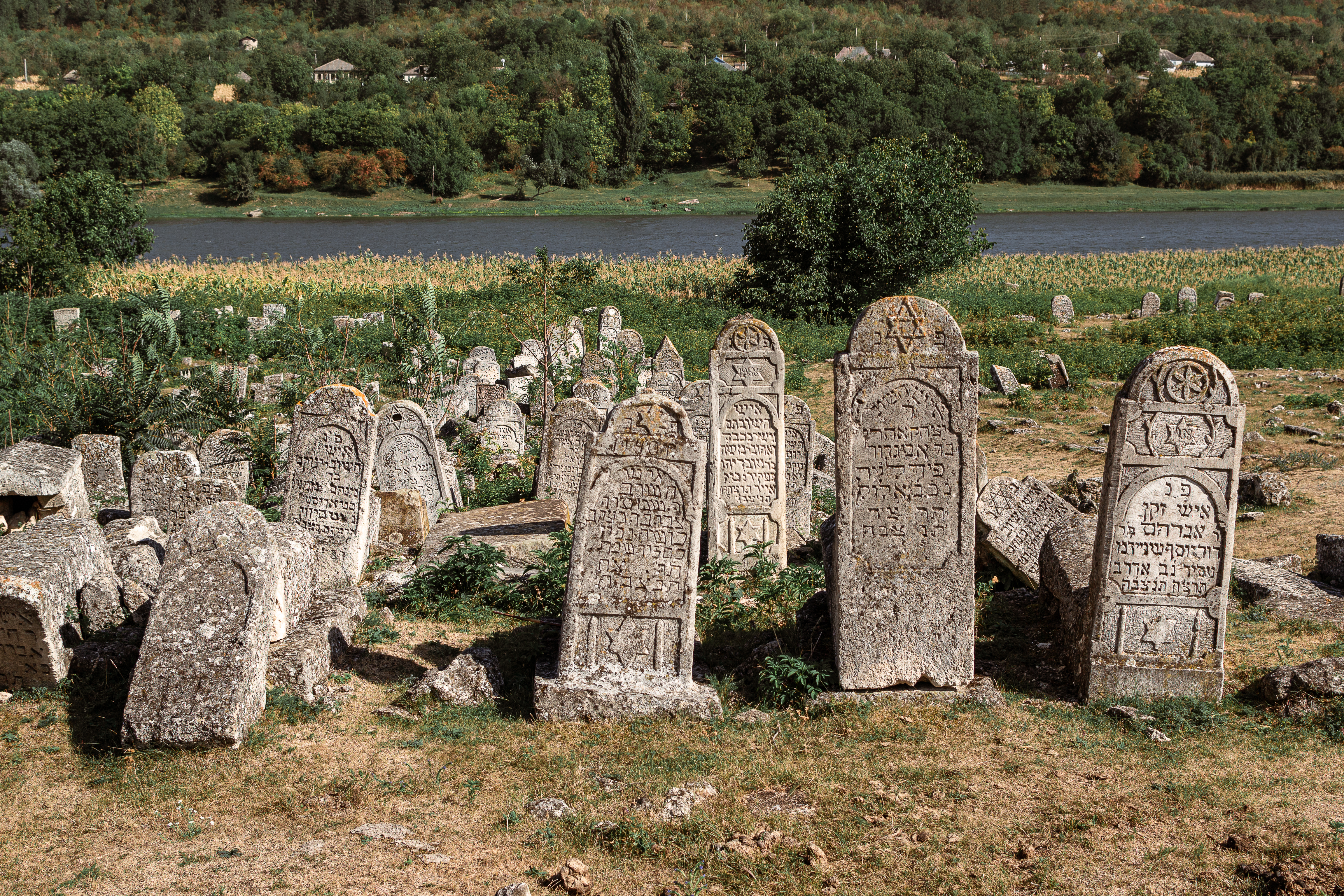
Старинное Еврейское кладбище

## История
С начала 1930-х годов до 1940 года в селе располагалась резиденция хасидских ребе Рашковской династии (идиш: Ра́шкевер хаси́дим), переместившихся туда из села Рашково на противоположном берегу Днестра. Основателем династии был хасидский цадик реб Зёмэ Рашкевер.

## География
Село расположено на расстоянии 23 км от районного центра Шолданешт на высоте 55 метров над уровнем моря. Площадь — 37 км², количество хозяйств — 1043.

## Население
По данным переписи населения 2004 года, в селе Вадул-Рашков проживает 1648 человек (763 мужчины, 885 женщин).
Этнический состав села:
| Национальность | Число жителей | Процентный состав |
| -------------- | ------------- | ----------------- |
| молдаване      | 1621          | 98,36             |
| румыны         | 14            | 0,85              |
| русские        | 8             | 0,49              |
| украинцы       | 5             | 0,3               |
| Всего          | 1648          | 100 %             |

## Инфраструктура
В селе работает теоретический лицей «Думитру Матковски», собор Св. архангелов Михаила и Гавриила.

## Известные уроженцы
- Фанни Безнос — французская поэтесса-сюрреалистка.
- Юрие Дарие — румынский киноактёр.
- Бака Деляну — переводчица художественной литературы на молдавский язык.
- Александр Долин — советский нейрофизиолог, доктор медицинских наук, профессор МГУ.
- Думитру Матковски — молдавский поэт.
- Давид Свечарник — электротехник и электромеханик, изобретатель, доктор технических наук.
- Ихил Шрайбман — еврейский писатель.